# Lou Heim
Louis "Lou" Heim (30. august 1874 i St. Louis – 21. april 1954 smst) var en amerikansk roer som deltog i OL 1904 i St. Louis.
Heim vandt en bronzemedalje i roning under OL 1904 i St. Louis. Han kom på en tredjeplads i firer uden styrmand sammen med Gustav Voerg, John Freitag og Frank Dummerth. Mandskabet repræsenterede Western Rowing Club, St. Louis.